# Lourdes Arrieta
Lourdes Micaela Arrieta (San Juan, 25 de marzo de 1993) es una comunicadora y política argentina. Es miembro de la Cámara de Diputados de la Nación desde el 10 de diciembre de 2023. Se hizo conocida por llevar patitos kawaii en la cabeza durante las sesiones, y por controversias generadas con su accionar político.

## Antecedentes
Arrieta, que en sus discursos afirma pertenecer a la "familia militar", es hija del cabo primero Tomás Arrieta, denunciado por los propios soldados a su mando e imputado por torturas, aplicación de tormentos y abandono de persona seguido de muerte, en el marco de la guerra de las Malvinas.
Tras acercarse a Karina Milei y a Martín Menem, se convirtió en apoderada de La Libertad Avanza en su provincia. Está señalada por falsificar firmas de avales partidarios y de manejar la delegación provincial del PAMI como una extensión familiar, según dijo el escribano Carlos Soloa Vacas, el primero de sus designados allí.

## Diputada nacional (2023-2027)
Comenzó su paso en la politica en el Partido Demócrata, logró quedarse con el sello partidario siendo acusada de haber recurrido, en el trámite, a avales de personas fallecidas, sin que la Justicia le impidiera avanzar en el proceso. Meses después dirigentes del Pro, empresarios y personalidades locales la llevarán a tribunales por haberlos incluido de manera inconsulta en el listado que necesitaba para llegar a las 4000 adhesiones necesarias para poder postularse.
El 10 de diciembre asumió como diputada nacional por Mendoza dentro de La Libertad Avanza.
Dos meses después de su asunción en medio de una crisis al interior del bloque Arrieta radicó una denuncia por violencia de género contra el diputado libertario Nicolás Mayoraz, tras la sesión impulsada por la oposición en la que se derogó el decreto de Milei que destinaba 100.000 millones en fondos reservados a tareas de inteligencia, tras ello recibió insultos y amenazas por parte de sus compañeros de bloque la diputada Lilia Lemoine consideró lo sucedido un "escándalo" y dijo que Arrieta "está desequilibrada mentalmente, mientas que Mayorazgo vicepresidente de la bancada libertaria la empujó y amenazó tras la salida del Congreso.Fue denunciada de armar el partido libertario local con avales falsificados incluso de personas fallecidas, se denunció que intervino en el PAMI local obligando a realizar afiliaciones compulsivas al partido libertario en la repartición y echar empleados, que se negaban a afiliarse a su partidoEntre ellos figuraba el nombre de su suegro Miguel Ángel Priore Vitolo, fallecido hace seis años, aparece en el listado de avales. Figuran más personas ya fallecidas o firmantes que desconocían estar en la lista,entre ellos mas 1000 personas incluidas de manera irregular mediante falsificación de firmas en el armado de avales para La Libertad Avanza Mendoza.
lo que provocó pedidos múltiples para expulsarla del Congreso por "inhabilidad moral"Por dichas irregularidades sería imputada junto a su hermano Martín Arrieta apoderado de la lista de avales falsificados para formar el partido de la libertaria.
Tras su expulsión del bloque libertario -como consecuencia de la visita a represores- Arrieta se sumó a la oposición voto contra el veto de la Ley de financiamiento universitario y defendió la Ley de aumento a las jubilaciones.

## Hechos controversiales

### Visita a represores de la dictadura en la cárcel de Ezeiza
En julio de 2024, formó parte de una comitiva de legisladores de La Libertad Avanza encabezada por el diputado Beltrán Benedit que visitó a Alfredo Astiz y otros condenados, presos en la cárcel de Ezeiza por crímenes contra la humanidad que cometieron durante la última dictadura cívico-militar argentina entre 1976 y 1983. Esto provocó una crisis en el bloque parlamentario. En principio, ella se excusó diciendo que "no sabía quién era Astiz" y agregó "porque nací en 1993", pero luego, presentó una denuncia penal para que se investiguen los hechos, que el fiscal pidió desestimar. Cuando declaró frente a la Comisión de Peticiones, Poderes y Reglamento, deslindó responsabilidades en su colega Benedit y en el presidente de la Cámara, Martín Menem.
El 21 de agosto de 2024, denunció por violencia de género a su compañero de bloque Nicolás Mayoraz y otros legisladores libertarios, en la Oficina de Violencia Doméstica de la Corte Suprema, después de que la increparan amenazantes durante una reunión, lo que fue negado por la bancada.
Luego de este escándalo fue anunciado por sus propios compañeros que Lourdes Arrieta sería expulsada del bloque de la Libertad Avanza, por lo que renunció voluntariamente y creó su propio monobloque bajo el nombre de "Fuerzas del Cielo - Espacio Liberal (FE)".

## Historial electoral
|  | 43,11 % |

|  | 40,01 % |